# 227 (serie televisiva)
227 è una serie televisiva statunitense in 116 episodi trasmessi per la prima volta nel corso di 5 stagioni dal 1985 al 1990 sulla NBC incentrata sulle vicende di una famiglia di afroamericani in un condominio di Washington guidata dalla casalinga Mary Jenkins (interpretata da Marla Gibbs, la cameriera dei Jefferson).

## Trama
Washington, DC. Mary Jenkins è una casalinga ficcanaso, dalla lingua tagliente e dal carattere sarcastico. Suo marito, Lester, ha un'impresa di costruzioni. I due hanno una figlia, la studiosa quattordicenne Brenda. Gli altri personaggi sono perlopiù i condomini che abitano nel palazzo; la giovane Sandra Clark, con cui Mary litiga costantemente per le loro filosofie di vita troppo diverse, e Pearl Shay, altro vicino ficcanaso. Calvin Dobbs è un nipote di Pearl per il quale Brenda ha una cotta e con il quale riuscirà poi a fidanzarsi. Rose Lee Holloway, donna dal carattere amichevole e con una figlia di nome Tiffany, è la padrona dell'edificio (lo diviene nel primo episodio dopo la morte dell'avaro Mr. Calloway e rimane in questo ruolo fino alla quarta stagione).
Nella quarta stagione viene introdotto il personaggio della undicenne Alexandria DeWitt, figlia di un archeologo che lascerà poi la serie nell'episodio del conseguimento della laurea di Calvin dichiarando di voler tornare a Londra dal padre. Nell'ultima stagione vennero introdotti diversi nuovi giovani attori, tra cui Toukie Smith, Barry Sobel, Stoney Jackson, Kevin Peter Hall e Paul Winfield, ma i cambiamenti al cast non ottennero gli effetti sperati e la serie non fu rinnovata per una sesta stagione.

## Episodi
| Stagione         | Episodi | Prima TV USA | Prima TV Italia |
| ---------------- | ------- | ------------ | --------------- |
| Prima stagione   | 22      | 1985-1986    | inedita         |
| Seconda stagione | 22      | 1986-1987    | inedita         |
| Terza stagione   | 24      | 1987-1988    | inedita         |
| Quarta stagione  | 24      | 1988-1989    | inedita         |
| Quinta stagione  | 24      | 1989-1990    | 2025            |

## Personaggi e interpreti

### Personaggi principali
- Pearl Shay (116 episodi, 1985-1990), interpretato da Helen Martin.
- Mary Jenkins (115 episodi, 1985-1990), interpretata da Marla Gibbs.
- Lester Jenkins (115 episodi, 1985-1990), interpretato da Hal Williams.
- Rose Lee Holloway (113 episodi, 1985-1990), interpretata da Alaina Reed-Hall.
- Brenda Jenkins (106 episodi, 1985-1990), interpretata da Regina King.
- Sandra Clark (99 episodi, 1985-1989), interpretata da Jackée Harry.
Il 23º episodio della quarta stagione, intitolato Jackée, in cui Sandra si trasferisce a New York in cerca di fortuna nel cinema, avrebbe dovuto essere il backdoor pilot di uno spin-off con protagonista il personaggio di Sandra Clark ma la serie non fu mai prodotta e l'attrice riapparve nell'ultima stagione di 227 in solo otto episodi come guest star.
- Calvin Dobbs (78 episodi, 1985-1990), interpretato da Curtis Baldwin.

### Personaggi secondari
- Dylan McMillan (29 episodi, 1989-1990), interpretato da Barry Sobel.
- Travis Filmore (23 episodi, 1989-1990), interpretato da Stoney Jackson.
- Julian C. Barlow (21 episodi, 1988-1990), interpretato da Paul Winfield.
- Ray (18 episodi, 1986-1990), interpretato da Reynaldo Rey.
- Eva Rawley (16 episodi, 1989-1990), interpretata da Toukie Smith.
- Tiffany Halloway (16 episodi, 1985-1988), interpretata da Kia Goodwin.
- Alexandria DeWitt (13 episodi, 1988-1989), interpretata da Countess Vaughn.
- Warren Merriwether (8 episodi, 1989-1990), interpretato da Kevin Peter Hall.
- Emma Johnson (5 episodi, 1986-1989), interpretata da Lynn Hamilton.
- Cora (4 episodi, 1985-1988), interpretata da Eve Smith.
- Henry Hurley (4 episodi, 1986-1990), interpretato da Whitman Mayo.
- Manny Gonzales (4 episodi, 1987-1988), interpretato da Alex Ruiz.
- Rev. Davis (3 episodi, 1985-1988), interpretato da Ron Richardson.
- Carolyn Hurley (3 episodi, 1986-1990), interpretata da Beah Richards.
- Dale Evans (3 episodi, 1986-1989), interpretato da Julius Carry.
- Milton Jenkins (3 episodi, 1987-1990), interpretato da George Kirby.
- Doc (3 episodi, 1987-1989), interpretato da Hank Rolike.
- Reverendo (3 episodi, 1988-1990), interpretato da Lionel Mark Smith.

## Produzione
La serie, ideata da Bill Boulware e Michael G. Moye, fu prodotta da Columbia Pictures Television, ELP Communications e Embassy Television e girata negli studios della Columbia/Sunset Gower e a Metromedia Square a Hollywood in California. Le musiche furono composte da Alan Ett e Don Great.
La serie fu adattata da una commedia scritta nel 1978 da Christine Houston sulla vita delle donne in un condominio in cui abitano prevalentemente neri negli anni 1950 a Chicago. L'ambientazione della serie, tuttavia, fu cambiata e impostata a Washington. La serie fu creata come veicolo per la protagonista Marla Gibbs, che era diventata famosa come Florence Johnston, la sarcastica cameriera dei Jefferson. Il ruolo in 227 era fondamentalmente simile a quello di Florence: la casalinga Mary Jenkins ama i pettegolezzi e dice spesso ciò che pensa, con risultati a volte non così favorevoli.

### Registi
Tra i registi sono accreditati:
- Gerren Keith in 87 episodi (1985-1990)
- Arlando Smith in 7 episodi (1985-1987)
- Tony Singletary in 5 episodi (1985-1989)
- Ellen Falcon in 5 episodi (1985-1986)
- Oz Scott in 3 episodi (1985-1988)
- Whitney J. LeBlanc in 3 episodi (1987)
- Mikki Capparelli in 3 episodi (1989-1990)
- Ed Cambridge in 2 episodi (1987-1988)

### Sceneggiatori
Tra gli sceneggiatori sono accreditati:
- Bill Boulware in 18 episodi (1985-1989)
- Al Gordon in 15 episodi (1987-1989)
- Dick Bensfield in 12 episodi (1985-1989)
- Ron Bloomberg in 11 episodi (1986-1988)
- Peter Gallay in 11 episodi (1987-1989)
- Fred Johnson in 10 episodi (1986-1989)
- Tracy Gamble in 9 episodi (1985-1987)
- Christine Houston in 9 episodi (1985-1987)
- Richard Vaczy in 9 episodi (1985-1987)
- Bobby Crawford in 8 episodi (1985-1989)
- Jack Elinson in 8 episodi (1985-1987)
- Perry Grant in 8 episodi (1985-1987)
- Larry Spencer in 6 episodi (1988-1990)
- Ilunga Adell in 6 episodi (1988-1989)
- Michael G. Moye in 5 episodi (1985-1989)
- John Boni in 5 episodi (1989-1990)
- Dorian Gibbs in 4 episodi (1987-1990)
- Marla Gibbs in 4 episodi (1987-1990)
- J. Stanford Parker in 4 episodi (1987-1988)
- David Garber in 4 episodi (1988-1990)
- Bruce Kalish in 4 episodi (1988-1990)
- Daryl G. Nickens in 4 episodi (1989-1990)
- Mike Scott in 4 episodi (1989-1990)

## Distribuzione
La serie fu trasmessa negli Stati Uniti dal 14 settembre 1985 al 28 luglio 1990 sulla rete televisiva NBC, mentre in Italia a distanza di 40 anni dalla messa in onda originale, viene trasmessa dal 13 maggio 2025 su Canale 8 in versione sottotitolata, ma solo nelle ore notturne.